# António José Soares
António José Soares (Lisboa, Portugal, 1783 - 1865) fou un organista i compositor portuguès. Va ser organista de la seu patriarcal i professor de música del Seminari. Deixà nombroses composicions religioses i profanes, entre elles una cantata que fou executada en el Teatro Nacional de São Carlos de Lisboa el 1818; un concert per a piano i orquestra; misses, te deum, vespres, matines, nocturns, romances, etc.